# San Francisco de Becerra
San Francisco de Becerra is een gemeente (gemeentecode 1518) in het departement Olancho in Honduras.
Het dorp maakte deel uit van de gemeente Juticalpa, tot het in 1917 een zelfstandige gemeente werd.
Het dorp heette eerst San Francisco de Asís ("Sint-Franciscus van Assisi"). De naam werd veranderd, omdat er in het dorp een persoon woonde die Francisco Becerra heette en die veel invloed had.
Het ligt 12 kilometer ten zuidoosten van Juticalpa, dicht bij de rivier Telica.

## Bevolking
De bevolking is als volgt verdeeld:
| Vrouwen | 5118 | 50,7% |
| Mannen  | 4978 | 49,3% |

## Dorpen
De gemeente bestaat uit zeven dorpen (aldea), waarvan de grootste qua inwoneraantal: San Francisco de Becerra (code 151801) en Laguna Seca (151804).